# Mammillaria matudae
Mammillaria matudae ist eine Pflanzenart aus der Gattung Mammillaria in der Familie der Kakteengewächse (Cactaceae). Das Artepitheton ehrt den mexikanischen Botaniker japanischer Abstammung Eizi Matuda.

## Beschreibung
Mammillaria matudae wächst zunächst einzeln. Die einzelnen Triebe sprossen im Alter von der Basis her und bilden größere Gruppen aus. Die Pflanzenkörper sind zylindrisch und werden 10 bis 20 Zentimeter hoch und nur 3 Zentimeter im Durchmesser groß. Die Axillen sind kahl. Die 18 bis 20 Randdornen sind nur zwischen 2 und 3 Millimeter lang und nadelig. Sie sind lichtdurchlässig weiß, am Fuße gelblich. Ein Mitteldorn erscheint nach oben gerichtet, nadelmäßig, ein bisschen glatt, bräunlich im Alter und ist 5 Millimeter lang. Die Warzen sind fest und konisch.
Kleine trichterförmige und nur bis zu 12 Millimeter große Blüten strahlen förmlich purpurrot. Die Früchte sind rot gefärbt mit grünen Punkten. Sie sind bis zu 12 Millimeter groß. Die Samen sind hellbraun gefärbt.

## Verbreitung, Systematik und Gefährdung
Mammillaria matudae ist in den mexikanischen Bundesstaaten Guerrero, Mexiko und Michoacán beheimatet und kommt in Höhenlagen zwischen 700 und 1250 Metern vor.
Die Erstbeschreibung erfolgte 1956 durch Helia Bravo Hollis.
In der Roten Liste gefährdeter Arten der IUCN wird die Art als „Data Deficient (DD)“, d. h. mit keinen ausreichenden Daten geführt.

## Nachweise